# Mohand al-Shehri
Mohand al-Shehri (Asir, Arabia Saudita, 7 de mayo de 1979 - Manhattan, Nueva York, Estados Unidos, 11 de septiembre de 2001) fue un terrorista saudí, uno de los cinco nombrados por el FBI como secuestradores del vuelo 175 de United Airlines que se estrelló contra la Torre Sur del World Trade Center el 11 de septiembre.
Estudió en la Universidad Islámica Imam Muhammad ibn Saud en Abha pero su creciente devoción por el wahhabismo lo llevó a frecuentes viajes a la provincia de Casim, por lo que fracasó en sus exámenes finales. Más tarde, salió de su casa para combatir en Chechenia en 2000, pero fue desviado probablemente a los campos de entrenamiento de Al-Qaeda en Afganistán. Fue en ese momento cuando iba a ser elegido para participar en los ataques en Estados Unidos. Recibió una visa de estudiante de EE. UU. en octubre de 2000.
Llegó a Estados Unidos en mayo de 2001. El 11 de septiembre de 2001, abordó el vuelo 175 de United Airlines y junto con otros cuatro secuestradores, secuestraron el avión para que Marwan al-Shehhi estrellara el aparato contra la Torre Sur del World Trade Center a las 9:02:59 horas ET.
- Datos: Q2699532
- Multimedia: Mohand al-Shehri / Q2699532